# Conceição do Castelo (ort)
Conceição do Castelo är en ort i Brasilien.   Den ligger i kommunen Conceição do Castelo och delstaten Espírito Santo, i den sydöstra delen av landet, 900 km sydost om huvudstaden Brasília. Conceição do Castelo ligger 722 meter över havet och antalet invånare är 4 538.
Terrängen runt Conceição do Castelo är kuperad. Runt Conceição do Castelo är det ganska tätbefolkat, med 78 invånare per kvadratkilometer.. Det finns inga andra samhällen i närheten.
I omgivningarna runt Conceição do Castelo växer i huvudsak städsegrön lövskog.